# Skradini-zuhatag
A Skradini-zuhatag (horvátul: Skradinski buk) egy vízesés Horvátországban, a Krka-folyón. A Krka folyó utolsó, hetedik és egyben leghosszabb travertingátja, Horvátország egyik leghíresebb természeti szépsége.

## Leírása
A Skradini-zuhatag Európa legnagyobb travertinvízesése, mely vízesésekből, tavakból és szigetekből áll. A zuhatag 800 méter hosszúságú, 17 lépcsője felett egyesül Krka és a Čikola-folyó. A vízesés szélessége 200 és 400 méter között van, a teljes magasságkülönbség 45,7 méter. Alatta kezdődik a Krka torkolati része. A vízesés mésztufájának nagy része 10 ezer évnél fiatalabb. A mai vízesésen kívül a volt vízfolyások területén mintegy 125 ezer éves „holt tufa” is található.
A Skradini-zuhatagon található travertingát növekedése miatt a Krka folyónak a zuhatag feletti folyásán a Roki-zuhatagig és a Čikola folyó folyásának alsó három kilométerénél tavasodás következett be, így létrehozva a Nemzeti Park egyik legszokatlanabb és legszebb tájképét. A zuhatag vizét már 1895-ben felhasználták a „Jaruga” vízerőműhöz. Jaruga a világ második legrégebbi, Európában pedig az első vízerőműve volt. Az erőmű teljesítménye ma már kicsinek számít (35 millió Kwh). Nyáron a vízesés alsó részéből vette fel a vizet, de miután a nemzeti parkot létrehozták a vízesés biodinamikájának fenntartása érdekében ezt részben korrigálták.

## Fordítás
Ez a szócikk részben vagy egészben  a   Skradinski buk című horvát Wikipédia-szócikk ezen változatának fordításán alapul.  Az eredeti cikk szerkesztőit annak laptörténete sorolja fel. Ez a jelzés csupán a megfogalmazás eredetét és a szerzői jogokat jelzi, nem szolgál a cikkben szereplő információk forrásmegjelöléseként.